# Edelsbach bei Feldbach
Edelsbach bei Feldbach là một đô thị thuộc huyện Feldbach trong bang Steiermark, nước Áo. Đô thị Edelsbach bei Feldbach có diện tích 16,05 km², dân số cuối năm 2005 là 328 người.